# Jordi Call i Pons
Jordi Call i Pons (Parets del Vallès, 1971) és un director i guionista de documentals català. És conegut per haver dirigit la sèrie Núñez a la plataforma 3Cat. També ha sigut realitzador en nombrosos programes de televisió.

## Trajectòria
Jordi Call es va formar com a periodista a la Universitat Pompeu Fabra i es va especialitzar en el gènere del documental després del seu pas pel Màster en Documental de Creació a la mateixa universitat. La seva òpera prima va ser el documental Costaleros (2003), que va rebre el premi Miramar de televisions locals el 2004 i va participar fora de concurs al Festival de Cinema de Màlaga. Aquest treball recollia les experiències dels andalusos arribats a Catalunya als anys seixanta del segle xx. Va continuar tractant el tema de la immigració en treballs posteriors, com Terra d'esperança (2006), on es parlava de l'exili forçat per raons econòmiques o polítiques entre Catalunya i Argentina. En aquest documental hi van participar músics catalans i argentins i va suposar la primera col·laboració entre Raül Refree i Silvia Pérez Cruz.
Entre el 2008 i el 2017 va formar part de l'equip del programa Salvados de La Sexta com a realitzador. Durant aquesta etapa, el programa dirigit pel periodista Jordi Évole, va anar evolucionant el seu format des d'un humor atrevit i sense complexos fins a un estil més documental, tractant tota mena de temes socials i polítics. En aquests anys, Salvados va rebre multitud de premis, entre els quals destaquen tres premis Ondas. Més endavant, Jordi Call va ser el realitzador del programa Quatre Gats (2018-2020), dirigit per Ricard Ustrell a TV3, aportant un estil de realització molt personal. També ha participat en diverses sèries de no ficció. Entre el 2017 i el 2020 va codirigir les dues temporades de la sèrie Six Dreams junt amb David Cabrera i Justin Webster, per Amazon Prime Video, que narra la vida de sis professionals de la Lliga espanyola de futbol durant tota una temporada. La sèrie, d'estil observacional, es va estrenar en més de 200 països i va guanyar dos premis Daytime Emmy (Millor programa d’entreteniment en espanyol i Millor disseny gràfic).
El 2022 va ser director i guionista de dos documentals de caràcter biogràfic: Més enllà de la Cubana i L'empremta de Joan Fuster. El primer sobre la companyia teatral La Cubana (emès a l'espai Sense Ficció de TV3) i el segon sobre l'escriptor de Sueca Joan Fuster, una coproducció de les tres televisions públiques de parla catalana (À Punt, TV3 i IB3). El 2023 ha dirigit la sèrie documental Núñez per la plataforma 3Cat que es centra en la figura de Josep Lluís Núñez, empresari immobiliari i president del Futbol Club Barcelona durant 22 anys.

## Filmografia
- Costaleros (2002)
- Les últimes hores (2005)
- La connexió Argan (2005)
- Terra d'esperança (2007)
- Six Dreams (2018)
- Six Dreams, back to win (2020)
- Més enllà de la Cubana (2022)
- L'empremta de Joan Fuster (2022)
- Núñez (2023)
- Carles Sabater. No espereu res de mi (2024)